# Zall Bastar
Zall Bastar è una frazione del comune di Tirana in Albania (prefettura di Tirana).
Fino alla riforma amministrativa del 2015 era comune autonomo, dopo la riforma è stato accorpato, insieme agli ex-comuni di Baldushk, Bërzhitë, Dajt, Farkë, Kashar, Krrabë, Ndroq, Petrelë, Pezë, Shëngjergj, Vaqarr e Zall Herr a costituire la municipalità di Tirana.
Nella riforma del 2020 zall bastar è diventato una frazione con propria amministrazione.
Zall bastar ha un'altitudine che varia tra i 234 m.l.s a 1234 m.l.s in alta montagna.
Il centro ha un'altidutine di 256 m.l.s
Zall bastar non è un'unica città ma è composta da paesini e villaggi sparsi tra le colline e montagne.
Attraversato dai fiumi Tirana e Terkuse che hanno scavato delle grandi valli.
Rruga e arbërit SH66 e la strada principale che collega Tirana con Diber attraversando il territorio di Zall bastar.
La strada principale che permette di fare la tratta Tirana-Diber in un'ora e trentacinque minuti.

## Località
Il comune era formato dall'insieme delle seguenti località:
- Zall-Bastar
- Bastar i Mesem
- Bastar-Murriz
- Vilez
- Zall-Mner
- Mner i Siperm
- Bulcesh
- Zall-Dajt
- Besh
- Dajt
- Shengjin i vogel
- Selite Mal

## Trasporti
Zall Bastar è servito da molti bus da e per Tirana, il comune è servito dalle seguenti "linee":
Zall Bastar-Tirana
Vilez-Zall Bastar-Tirana
Bastar-Zall Bastar-Tirana
Murrize-Zall Bastar-Tirana
Klos-Zall Bastar-Tirana-Durazzo